# Vihula
Vihula è un comune rurale dell'Estonia nordorientale, nella contea di Lääne-Virumaa. Il centro amministrativo è il borgo (in estone alevik) di Võsu.

## Località
Oltre al capoluogo, il comune comprende 52 località (in estone küla):
Aasumetsa, Adaka, Altja, Andi, Annikvere, Eisma, Eru, Haili, Ilumäe, Joandu, Kakuvälja, Karepa, Karula, Käsmu, Kiva, Koljaku, Koolimäe, Korjuse, Kosta, Lahe, Lauli, Lobi, Metsanurga, Metsiku, Muike, Mustoja, Natturi, Noonu, Oandu, Paasi, Pajuveski, Palmse, Pedassaare, Pihlaspea, Rutja, Sagadi, Sakussaare, Salatse, Tepelvälja, Tidriku, Tiigi, Toolse, Tõugu, Uusküla, Vainupea, Vatku, Vergi, Vihula, Vila, Villandi, Võhma, Võsupere.